# Elmisaurus
Az Elmisaurus az oviraptorosaurus theropoda dinoszauruszok egyik késő kréta korban élt neme. Fosszíliáit Mongóliában fedezték fel. Mindössze a láb és kéz csontjai alapján ismert.

## Felfedezés és elnevezés

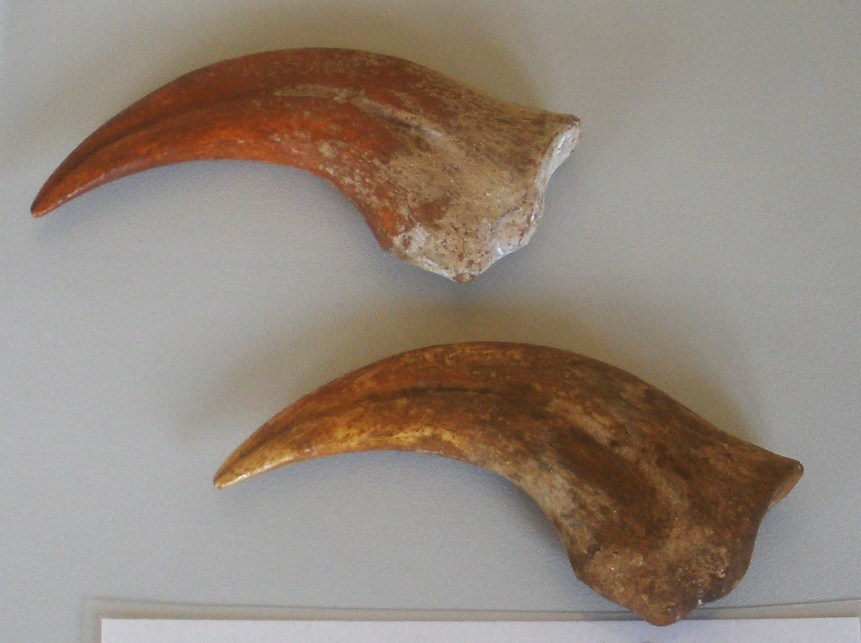
Fosszilizálódott karmok

1970-ben egy lengyel-mongol őslénytani expedíció a mongóliai Ömnögovi megyében egy kis theropoda két töredékes példányára bukkant. A típusfajt az Elmisaurus rarust Halszka Osmólska nevezte el és írta le 1981-ben. A nem neve a mongol elmyi vagy ölmyi ('talp') szóból származik, ami arra utal, hogy a típuspéldány egy lábközépcsont. A latin szóból származó fajnév jelentése 'ritka'. A holotípus a ZPAL MgD-I/172 katalógusszámú lelet, egy bal lábközépcsont, ami összeforrt a lábtőcsonttal. Két paratípus is ismertté vált: a ZPAL MgD-I/98, egy jobb kéz és egy láb, a ZPAL MgD-I/20 pedig egy nagyobb példány bal lábközépcsontjának felső része.

## Osztályozás
1989-ben Philip Currie elnevezte a második fajt, az Elmisaurus eleganst. Ezt az észak-amerikai formát William Arthur Parks 1933-ban az ROM 781 katalógusszámú lelet, egy láb alapján az Ornithomimus fajaként írta le. Currie az Elmisaurus eleganshoz kapcsolta az észak-amerikai Caenagnathus sternbergi leletanyagát is, ami egy állcsonttöredéken alapul. Rossz állapotuk és a típusfajtól való földrajzi távolságuk miatt az amerikai formák osztályozása vitatott. 1997-ben Hans-Dieter Sues kijelentette, hogy ez az állítólagos második Elmisaurus faj Chirostenotes elegans néven a Chirostenoteshez kapcsolható, de ezt az elhelyezést Currie nem fogadta el. Más kutatók, például Maryańska, Osmólska és kollégáik az E. eleganst Suest követve a Chirostenoteshez sorolták be.

## Őspatológia
2001-ben egy Bruce Rothschild és más őslénykutatók által elvégzett vizsgálat stressztöréseket keresett 23 Elmisaurushoz tartozó lábcsonton, de egyet sem találtak.

## Fordítás
Ez a szócikk részben vagy egészben a Elmisaurus című angol Wikipédia-szócikk ezen változatának fordításán alapul.  Az eredeti cikk szerkesztőit annak laptörténete sorolja fel. Ez a jelzés csupán a megfogalmazás eredetét és a szerzői jogokat jelzi, nem szolgál a cikkben szereplő információk forrásmegjelöléseként.